# Clyde Otis
Clyde Lovern Otis (11 de septiembre de 1924 - 8 de enero de 2008) fue un compositor y productor discográfico estadounidense, conocido por su colaboración con el cantante Brook Benton y por ser uno de los primeros ejecutivos afroamericanos de A&R en un sello importante. 
Según la organización estadounidense de derechos de autor Broadcast Music, Inc., a Otis se le atribuye la autoría o coautoría de casi 800 canciones. 

## Biografía
Después de servir en la Infantería de Marina durante la Segunda Guerra Mundial, Otis se mudó a Nueva York e inspirado por su compañero en el ejército, Bobby Troup, conocido por la canción "Ruta 66", comenzó a escribir canciones. El primer éxito de Otis fue la grabación de Nat King Cole de su canción " That's All There Is to That ", que alcanzó el puesto 16 en la lista de éxitos Billboard Hot 100 en 1956.
En 1958 fue contratado por la compañía discográfica Mercury Records como director de A&R.  Otis comenzó a escribir y producir material para Brook Benton. Esta colaboración dio lugar a éxitos como "It's Just a Matter of Time", "Endlessly", "So Many Ways", "Kiddio" y "The Boll Weevil Song".
Otis también produjo varios duetos entre Benton y Dinah Washington, entre ellos "Baby (You've Got What It Takes)" y "A Rockin' Good Way (To Mess Around and Fall in Love)". También trabajó en las grabaciones en solitario de Washington, sobre todo en los clásicos " What a Difference a Day Makes" y "This Bitter Earth".
Otis también produjo éxitos para Sarah Vaughan (" Broken-Hearted Melody "), Timi Yuro (" Hurt ") y The Diamonds (" The Stroll "), que también coescribió. En 1962, Otis produjo 33 de los 51 éxitos de Mercury Records en las listas. 
Al dejar el sello, trabajó brevemente en Liberty Records antes de fundar su propia compañía, Clyde Otis Music Group, y pasar a la producción independiente. Tras mudarse a Nashville (Tennessee), produjo sesiones para los cantantes de country Charlie Rich y Sonny James. Sus canciones también han sido grabadas por Elvis Presley, Aretha Franklin, Johnny Mathis y Patti Page. A finales de la década de 1970, volvió a colaborar con Brook Benton en varios álbumes para diversos sellos.
Vivió en Englewood (Nueva Jersey), durante más de 40 años y murió allí el 8 de enero de 2008. 

## Premios
Fue galardonado con un premio Grammy en 1994 por producir "Take a Look" de Natalie Cole,  Otis recibió un premio Pioneer de la Rhythm and Blues Foundation en 2000.